# Кутанс (округ)
Округ Кутанс (фр. Arrondissement de Coutances) — округ у Франції, в департаменті Манш. 2023 року округ об'єднував 80 муніципалітетів, населення становило 70 274 особи.
Адміністративний центр (супрефектура) — Кутанс.

## Муніципалітети
Список муніципалітетів округу та їхні коди INSEE:
1. Агон-Кутенвіль (50003)
2. Амбі (50228)
3. Аппвіль (50016)
4. Бельваль (50044)
5. Бленвіль-сюр-Мер (50058)
6. Бот (50036)
7. Бренвіль (50072)
8. Бреттвіль-сюр-Е (50078)
9. Бриквіль-ла-Блуетт (50084)
10. Варангебек (50617)
11. Велі (50629)
12. Вер (50626)
13. Гавре-сюр-Сьєнн (50197)
14. Гонфревіль (50208)
15. Горж (50210)
16. Грато (50219)
17. Гримені (50221)
18. Гувіль-сюр-Мер (50215)
19. Довіль (50166)
20. Егвіль-сюр-Сьєнн (50243)
21. Жеффосс (50198)
22. Камбернон (50092)
23. Камрон (50094)
24. Камтур (50093)
25. Кеттревіль-сюр-Сьєнн (50419)
26. Креанс (50151)
27. Курсі (50145)
28. Кутанс (50147)
29. Ла-Бален (50028)
30. Ла-Ванделе (50624)
31. Ла-Е (50236)
32. Ла-Феї (50182)
33. Лангронн (50266)
34. Ле-Мені-Гарньє (50311)
35. Ле-Мені-Вільман (50326)
36. Ле-Плессі-Ластель (50405)
37. Лессе (50267)
38. Лон (50265)
39. Маршезьє (50289)
40. Мільєр (50328)
41. Монкюї (50340)
42. Монмартен-сюр-Мер (50349)
43. Монпеншон (50350)
44. Монсенель (50273)
45. Монтегю-ле-Буа (50336)
46. Монюшон (50345)
47. Мюневіль-ле-Бенгар (50364)
48. Не (50368)
49. Нефменій (50372)
50. Нікор (50376)
51. Нотр-Дам-де-Сенії (50378)
52. Орваль-сюр-Сьєнн (50388)
53. Осе (50024)
54. Отвіль-ла-Гішар (50232)
55. Отвіль-сюр-Мер (50231)
56. Пер'є (50394)
57. Піру (50403)
58. Ред (50422)
59. Реньєвіль-сюр-Мер (50429)
60. Ронсе (50437)
61. Савіньї (50569)
62. Сен-Дені-ле-Га (50463)
63. Сен-Дені-ле-Ветю (50464)
64. Сен-Жермен-сюр-Е (50481)
65. Сен-Жермен-сюр-Сев (50482)
66. Сен-Мало-де-ла-Ланд (50506)
67. Сен-Мартен-д'Обіньї (50510)
68. Сен-Мартен-де-Сенії (50513)
69. Сен-Нікола-де-П'єррпон (50528)
70. Сен-Патрис-де-Клед (50533)
71. Сен-П'єрр-де-Кутанс (50537)
72. Сен-Себастьян-де-Ред (50552)
73. Сен-Совер-де-П'єррпон (50548)
74. Сен-Совер-Віллаж (50550)
75. Серизі-ла-Саль (50111)
76. Соссе (50568)
77. Турвіль-сюр-Сьєнн (50603)
78. Турневіль-сюр-Мер (50272)
79. Увіль (50389)
80. Фежер (50181)